# Ceann Trá

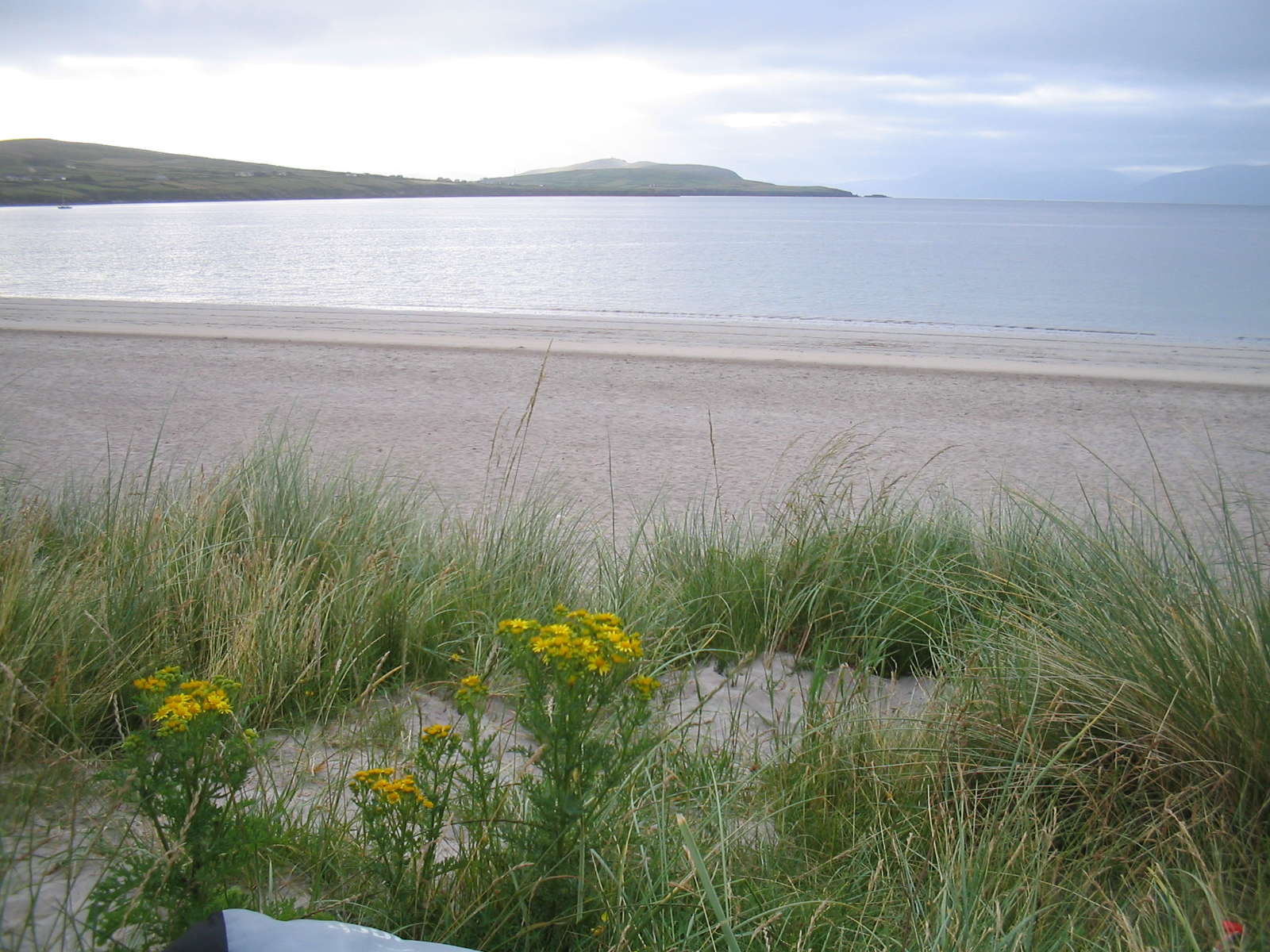
Strand bei Ceann Trá, kurz nach Sonnenaufgang

Ceann Trá (deutsch „Strand-Ende“, in der Civil Parish Fionntrá, deutsch „weißer Strand“, beides anglisiert Ventry) ist ein kleiner Ort mit 413 Einwohnern (Stand 2006) sechs Kilometer westlich vom Ort Daingean Uí Chúis (Dingle) auf der Dingle-Halbinsel im County Kerry in Irland. Er liegt an der Bucht Ventry Harbour (Cuan Fionntrá) und ist wegen seines im Südwesten gelegenen Sandstrandes berühmt. Weit außerhalb des Ortes liegt eine Anlegestelle, aber er hat keinen Hafen.
Der Platz hat vor allem literarische Bedeutung. Hier fand angeblich die Schlacht von Ventry statt, in der sich Fionn mac Cumhaill und Dáire Donn, der „König der Welt“, gegenüberstanden.
In der Nähe von Ceann Trá liegen das Wedge Tomb The Giants Table im Townland Caherard, die Bienenkorbhütten von Fahan, die Ruine der Burg von Rahinnane und an der Steilküste eine der bekanntesten Klippenbefestigungen Irlands, Dunbeg. Im nahen Kilvicadownig gibt es zwei Kreuzsteine und das Grab des Dáire Donn, dem König der Welt. Im nahen Maumanorig (Mám an Óraigh) steht ein Oghamstein.